# Lasius reginae
Lasius reginae  (лат.) — вид муравьёв из рода Lasius (подсемейство Formicinae). Эндемик Европы: Австрия, Германия, Сербия, Словакия, Словения, Чехия, Швейцария. Гнезда в почве и под камнями. Включён в «Красный список угрожаемых видов» (англ. IUCN Red List of Threatened Animals) международной Красной книги Всемирного союза охраны природы (The World Conservation Union, IUCN) в статусе Vulnerable D2 (таксоны в уязвимости или под угрозой исчезновения).
Близок к Lasius carniolicus Mayr, 1861, второму виду подрода Austrolasius Faber, 1967, которые отличаются самками крупного и мелкого размера, характерными для социальнопаразитических видов муравьёв. Lasius reginae паразитирует на Lasius alienus и Lasius myops.
Lasius reginae отличается более редкой хетотаксией верхней части головы (7—11 длинных щетинок, тогда как у L. carniolicus их 12—34), полностью прилегающим опушением на скапусе (полуотстоящие у L. carniolicus) и бёдрами без отстоящих волосков (несколько отстоящих щетинок у L. carniolicus).